# Xanthosia bungei
Xanthosia bungei är en flockblommig växtart som beskrevs av Gregory John Keighery. Xanthosia bungei ingår i släktet Xanthosia och familjen flockblommiga växter. Inga underarter finns listade i Catalogue of Life.